# Терор голодом

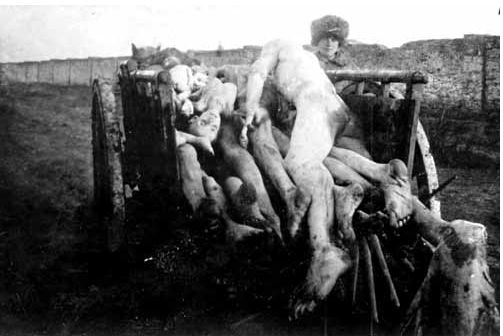
Українські жертви «голодного» терору. Херсонщина, 1921-1923

Теро́р го́лодом (англ. Terror-Famine), також голод як знаряддя політичного терору — форма політичного терору; голод, штучно організований державою як особливий спосіб досягнення своїх політичних цілей.

## Підґрунтя стратегії знищення і залякування голодом
Стратегія загарбання територій і знищення ворога голодом відома здавна і широко застосовувалася в давнину і середні вікі: китайський стратег Сунь Цзи ще у VI столітті до н. е. визначав знищення запасів зерна ворога як надійний спосіб отримати «перемогу без жодного пострілу». Однак, з суто військової точки зору, ефективність цього, безсумнівно, особливо жорстокого засобу вважається досить умовною: найбільшою мірою від штучного голоду страждають найменш здатні носити зброю — жінки, діти, люди похилого віку та хворі, тоді як справжні воїни забезпечуються відносно добре і серед них найменша ймовірність виникнення голоду.
У XX столітті цей варварський середньовічний спосіб завоювання народів почав використовуватися з метою політичного терору — політичного залякування цільових груп населення державною владою з метою домагання своїх політичних цілей. Найбільшого поширення застосування терору голодом отримало серед комуністичних режимів. На думку деяких вчених їх жорстокість була викликана не стільки метою знищення певних етнічних чи соціальних груп, скільки була продуктом радикальних версій комуністичної ідеології.
Ідеологами застосування голоду як знаряддя політичного терору у XX столітті вважаються апологети «червоного терору» — офіційної політики більшовицької Радянської Росії після Жовтневого перевороту — Володимир Ульянов-Ленін, Лев Троцький, Йосип Сталін.
9 травня 1918 року Всеросійський центральний виконавчий комітет видав «Декрет про надання народному Комісару продовольства надзвичайних повноважень у боротьбі з сільською буржуазією, що приховує хлібні запаси і спекулює ними». Згідно з документом селянство піддавалося жорстокому терору:
| …власники хліба, що мають надлишки хліба і не вивозять їх на станції і в місця збору і зсипки, оголошуються ворогами народу і піддаються ув'язненню в тюрмі на строк не нижче 10 років, конфіскації всього майна і вигнанню назавжди з общини… Оригінальний текст (рос.) …владельцы хлеба, имеющие излишки хлеба и не вывозящие их на станции и в места сбора и ссыпки, объявляются врагами народа и подвергаются заключению в тюрьме на срок не ниже 10 лет, конфискации всего имущества и изгнанию навсегда из общины… |
На терор селянство і козацтво відповіли масовими повстаннями, які були жорстоко придушені. Масштабними акціями керували Сталін, Свердлов, Троцький, Дзержинський, Тухачевський, Якір, Уборевич, Фрунзе, Ворошилов, Будьонний, Ходоровський, Смілга та інші більшовики «ленінської гвардії». Одночасно з терором селянства Ленін почав втілювати в життя розроблену ним же аграрну політику. Згодом вона була лише завершена учнем Леніна — Сталіним.
Російські історики, як правило, розглядають «червоний терор» лише в межах Радянської Росії у роки Громадянської війни 1917–1923 років. Українські історики поширюють термін «червоний терор» і на сталінські репресії в СРСР, у тому числі на штучно організовані сталінським режимом на території УСРР голодомори.

## Масовий голод як знаряддя більшовицької політики в Україні
|                                                                 | Те, що голодування не навчило ще дуже багатьох колгоспників уму-розуму, показує незадовільна підготовка до сівби якраз в найбільш неблагополучних районах |
| — З доповідної записки С. Косіора Й. Сталіну 15 березня 1933 р. | |

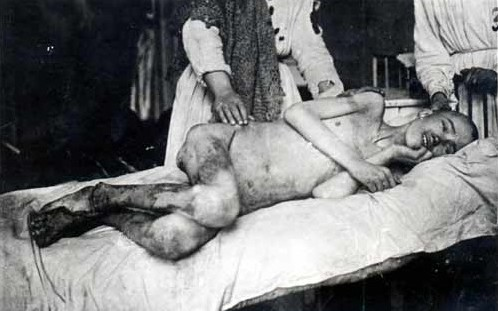
Помираючий від голоду. Гуляйпільська волость, 1921-1923

У XX столітті Україна тричі зазнала штучного масового голоду. Усі три рази — в період перебування при владі партії більшовиків. Усі три рази цей голод був наслідком і складовою партійної політики. Але конкретні причини і спонукальні мотиви масового терору голодом були різні.

### Голодомор 1921-1923 — упокорення до Союзу
Вперше масовий голод як знаряддя політичного терору був застосований більшовиками до України у 1921—1923 роках. Ключовим фактором, який визначив стратегію більшовицького терору на теренах України в цей період було те, що на той час Радянська Україна де-юре існувала як суверенна держава (де-факто окупована російською Червоною армією), така сама, як і Радянська Росія, а відразу після закінчення основної хвилі голоду, в останні дні 1922 року був утворений СРСР. Концепцію дій російських більшовиків визначив Лев Троцький ще у 1919 році:
| Ні для кого не секрет, що не Денікін примусив нас залишити межі України, а грандіозне повстання, яке підняло проти нас українське сите селянство. Комуну, надзвичайку, продовольчі загони, комісаро-євреїв зненавидів український селянин до глибини душі. У ньому прокинувся вільний дух запорозького козацтва і гайдамаків, що спав сотні років. Це страшний дух, який кипить і вирує, як самий грізний Дніпро на своїх порогах і змушує українців творити чудеса хоробрості. Це той самий дух вольності, який давав українцям нелюдську силу протягом сотні років воювати проти своїх гнобителів: поляків, росіян, татар і турків і здобувати над ними блискучі перемоги. Тільки безмежна довірливість і поступливість, а також відсутність свідомості необхідності постійної міцної спайки всіх членів держави не тільки під час війни — щоразу губили всі завоювання українців. Тому вони рано загубили свою «самостійність» і живуть то під Литвою, то під Польщею, то під Австрією, то під Росією, складаючи собою дуже цінну частину цих держав. Ці побутові особливості характеру українців необхідно пам'ятати кожному агітатору і його успіх буде забезпечений. Пам'ятайте також, що так чи інакше, а нам необхідно повернути Україну Росії. Без України немає Росії! Без українського вугілля, заліза, руди, хліба, солі, Чорного моря Росія існувати не може, вона задихнеться, а з нею і радянська влада і ми з вами! Оригінальний текст (рос.) Ни для кого не секрет, что не Деникин принудил нас оставить пределы Украины, а грандиозное восстание, которое подняло против нас украинское сытое крестьянство. Коммуну, чрезвычайку, продовольственные отряды, комиссаро-евреев возненавидел украинский крестьянин до глубины души. В нем проснулся спавший сотни лет вольный дух запорожского казачества и гайдамаков. Это страшный дух, который кипит и бурлит, как самый грозный Днепр на своих порогах и заставляет украинцев творить чудеса храбрости. Это тот самый дух вольности, который давал украинцам нечеловеческую силу в течение сотни лет воевать против своих угнетателей: поляков, русских, татар и турок и одерживать над ними блестящие победы. Только безграничная доверчивость и уступчивость, а также отсутствие сознания необходимости постоянной крепкой спайки всех членов государства не только во время войны — каждый раз губили все завоевания украинцев. Потому они рано утеряли свою «самостийность» и живут то под Литвой, то под Польшей, то под Австрией, то под Россией, составляя собой очень ценную часть этих держав. Эти бытовые особенности характера украинцев необходимо помнить каждому агитатору и его успех будет обеспечен. Помните также, что так или иначе, а нам необходимо возвратить Украину России. Без Украины нет России! Без украинского угля, железа, руды, хлеба, соли, Черного моря Россия существовать не может, она задохнется, а с ней и советская власть и мы с вами! |
1921 року на півдні України посуха була не менш тяжкою, ніж на Поволжі. Голод міг попередити врожай на Лівобережжі та Правобережжі, що виявився досить добрим. Але РКП(б) на чолі із В. Леніним турбувало не становище в Поволжі й тим більше — на півдні України, а перебої з постачанням хліба до Москви, Петрограду та на шахти Донбасу. За їх наказом керівництво України у липні 1921 р. зобов'язало місцеві власті «докласти надлюдських зусиль для підняття продзаготівлі і виконання нарядів наркомпроду навіть на шкоду задоволенню місцевих потреб». Секретар ЦК КП(б)У Д.Лебідь і голова ВУЦВК Г.Петровський у телеграмі керівникам Чернігівської губернії заявили: «Надзвичайно важкий продовольчий стан пролетарських центрів Росії, червоних столиць Москви і Пітера, зокрема в останні місяці, до нового врожаю зобов'язують радянську Україну прийти на допомогу, урізаючи до останнього ступеня власні потреби».
Злочинне ставлення центрального партійно-радянського керівництва до голодуючих південних губерній України було обумовлене антибільшовицьким повстанським рухом, що охопив українське село. Уряд УСРР у звіті VI Всеукраїнському з'їздові рад підкреслив, що за 1921 рік у справі «замирення» села було зроблено більше, ніж за весь попередній період: згідно зі статистикою ВУЧК, найбільші успіхи у боротьбі з «куркульським бандитизмом» було одержано в другій половині року. За вказівкою В. Леніна в Україну були спрямовані війська, що утримувалися за рахунок голодуючих селян: «…я думаю, що для успішного збирання податку потрібні військові частини на допомогу цьому збиранню, з тим щоб ці військові частини одержували посилене постачання за рахунок місцевих селян, поки податок не буде сплачений».
Щоб примусити селян здавати продподаток із них брали заручників, яких, у разі нездачі продподатку у встановлений термін, мали судити із застосуванням вищої міри покарання — розстрілу. Натомість набиралася нова група заручників.
Про те, що голод в Україні, на відміну від інших регіонів майбутнього СРСР, мав керований характер, свідчить те, що Московський уряд не тільки не подбав про те, щоб довести положення в Україні до відома Американської Допомогової Організації (АРА), яка здійснювала допомогу голодуючим в Росії, так як це він зробив про інші області, значно дальші, але цей уряд старався перешкодити американцям вступити в контакт з Україною. Перешкодою своєчасному наданню допомоги стало рішення ЦК РКП(б) «не розширювати роботу АРА поза Поволжям». Українському Харківському уряду було заборонено проводити «підготовчі роботи для сприяння діяльності АРА в Україні».
Оскільки у цьому випадку йдеться про формально незалежну Українську державу (хоч і радянську), фактично окуповану російським військом та підрозділами ЧОН (частини особливого призначення), і за допомогою цієї військової сили здійснювалася конфіскація хліба у селян України для потреб промислових районів Росії, усе це все можна кваліфікувати як воєнні злочини проти цивільного населення.

### Голодомор 1930—1933— перетворення на радянських людей
Радянська влада не приживалася в Україні. Керівництво СРСР розуміло це. Розумів це і Сталін. В листі Кагановичу від 11 серпня 1932 року, він писав:
| Найголовніше зараз Україна. Справи на Україні з рук геть погані. Погано по партійній лінії. Кажуть, що в двох областях України (здається, у Київській та Дніпропетровській) близько 5-ти райкомів висловилися проти плану хлібозаготівель, визнавши його нереальним. В інших райкомах справи, як стверджують, не кращі… Погано по лінії радянській… Погано по лінії ГПУ. Реденсу не по плечу керувати боротьбою з контрреволюцією у такій великій і своєрідній республіці, як Україна. Якщо не візьмемося тепер же за виправлення становища на Україні, Україну можемо втратити… Майте на увазі, що в Українській компартії (500 тисяч членів, хе-хе) ошивається не мало (так, не мало!) гнилих елементів, свідомих і несвідомих петлюрівців, врешті — прямих агентів Пілсудського… Так далі тривати не може. Потрібно … поставити собі на меті перетворити Україну в найкоротший термін у справжню фортецю СРСР, в дійсно взірцеву республіку. Грошей на це не шкодувати. Без цих і подібних їм заходів, повторюю, ми можемо втратити Україну. Оригінальний текст (рос.) Самое главное сейчас Украина. Дела на Украине из рук вон плохи. Плохо по партийной линии. Говорят, что в двух областях Украины (кажется, в Киевской и Днепропетровской) около 5-ти райкомов высказались против плана хлебозаготовок, признав его нереальным. В других райкомах обстоит дело, как утверждают, не лучше… Плохо по линии советской… Плохо по линии ГПУ. Реденсу не по плечу руководить борьбой с контрреволюцией в такой большой и своеобразной республике, как Украина. Если не возьмемся теперь же за выправление положения на Украине, Украину можем потерять… Имейте ввиду, что в Украинской компартии (500 тысяч членов, хе-хе) обретается не мало (да, не мало!) гнилых элементов, сознательных и бессознательных петлюровцев, наконец — прямых агентов Пилсудского… Так дальше продолжаться не может. Нужно …поставить себе целью превратить Украину в кратчайший срок в настоящую крепость СССР, в действительно образцовую республику. Денег на это не жалеть. Без этих и подобных им мероприятий, повторяю, мы можем потерять Украину. |
На початку 1930-х років радянське керівництво ставило перед собою дві мети. По-перше, загнати селян у колгоспи і збільшити обсяги хлібозаготівель. По-друге, і це головне, — зламати класовий і національний рух опору, який на хвилях українізації набував обертів.

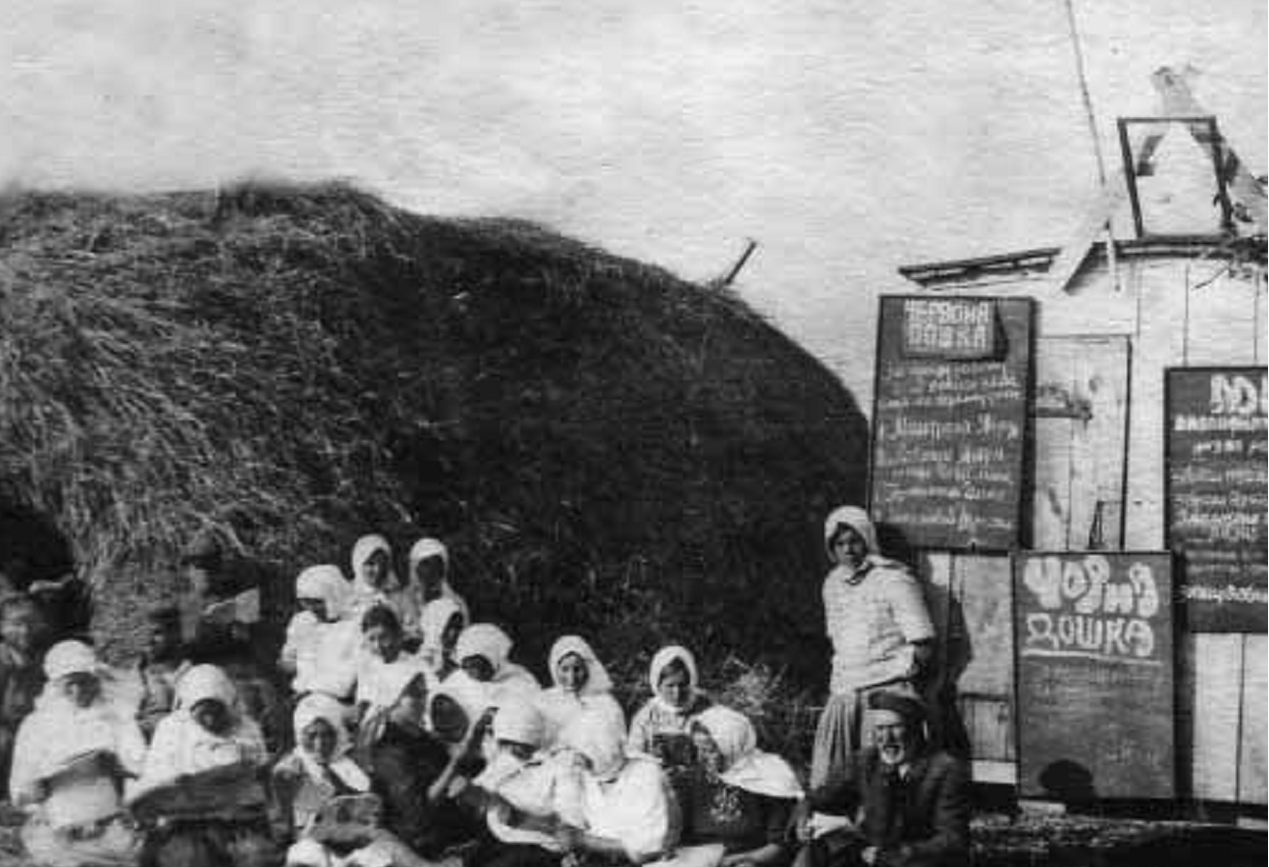
Чорні дошки — знаряддя терору голодом

Нині є очевидним, що Голодомор 1932—1933 років в Україні був результатом спланованих системних заходів та виступив одночасно інструментом знищення соціальної бази народного опору радянській владі в Україні, застереженням Українському радянському урядові проти намірів проводити порівняно самостійну політику.
Другою, не менш важливою, ціллю терору голодом 1932—1933 років було покарання, «умиротворення» непокірного українського селянства з його протестом проти примусової колективізації. Вона випливає з самої більшовицької доктрини у ставленні до селянства. Ленін називав останнє «дрібнобуржуазною стихією», набагато небезпечнішою для комуністичної партії, аніж армії Колчака і Денікіна. Селянина робила селянином приватна власність на засоби виробництва, а більшовики в принципі заперечували її. Керівник революції і держави вказував, що партія може розраховувати тільки на свідомих робітників, вся ж інша маса буржуазії і «дрібних хазяйчиків», тобто селян, «проти нас, вони не вірять в новий порядок». Між тим, названі категорії становили 9/10 населення країни.
Більшість дослідників вважають доведеним фактом, що саме більшовицька держава спровокувала голодомор 1932—1933 років як знаряддя політичного терору. Необхідно підкреслити, що характер голоду в Україні до листопаду 1932 року був такий самий, як і в інших хлібовиробних районах СРСР. З листопада 1932 року голод був викликаний конфіскацією хліба і будь-яких продуктів харчування, яка проводилася тільки в сільських районах України і Кубані. Ця конфіскація у листопаді-грудні 1932 року була частковою, а в січні 1933 року — повною. При цьому внаслідок заходів, організованих партійним та радянським керівництвом СРСР та УСРР, виїхати в пошуках продуктів або отримати їх ззовні було заборонено. Залишившись без продуктів харчування, селяни масово вмирали від голоду. Масовий голод поєднувався із політичними репресіями проти інтелігенції та націонал-комуністів і припиненням політики українізації. Голодні смерті під час голоду 1932—1933 років та від політичних репресій кваліфікуються як злочин режиму проти людяності і злочин геноциду.

### Голодомор 1946–1947— помста визволителів
Після окупації України німцями Олександр Довженко з болем передбачав її майбутнє після визволення:
| ...нікому нічого не буде прощено, а (нрзб) скільки нещасних, обездолених мучеників чи темних недоумків, спантеличених повним провалом початку війни, скільки їх, битих, палених, стріляних, зневажених, буде бито, зневажено, карано по недорозвиненості людських відношень, і злу, і поганому нашому бездушному вихованню... |
Вину перед сталінським режимом закидали не лише оточенцям і дезертирам. Після майже двох років німецької окупації влада розглядала все українське населення як суцільно винне у колабораціонізмі. 7 лютого 1944 року на IX пленумі радянських письменників у Москві таку позицію озвучив український письменник Петро Панч, зазначивши:
| Все населення, що є зараз у визволених районах, по суті, не може вільно дивитися в очі нашим визволителям, позаяк воно якоюсь мірою заплуталося у зв'язках із німцями... Хтось грабував квартири і установи, хтось допомагав німцям в їхньому розбої і розстрілах, хтось спекулював, торгував, а дехто з дівчат, втративши відчуття патріотизму, подекуди жили з німцями... |
Першим етапом помсти сталінського режиму тим, хто залишився під ворожою окупацією, стала радянська військова мобілізація 1943–1944 років, форми проведення якої виявилися вкрай жорстокими.
Після війни в Україні панувала розруха: в руїнах лежало 28 тисяч сіл, близько 30 тисяч колгоспів, радгоспів і МТС. Аграрне господарство республіки було зруйнованим. У ньому залишилось дуже мало фізично здатних до праці людей. У суспільстві, просякнутому тоталітарним насильством, хлібозаготівельна політика стала другим основним репресивним фактором, визначальною причиною голоду 1946–1947 років в Україні. Саме через її механізм відбувалося голодотворення.
Незважаючи на надзвичайну посуху і неврожай, можновладці на чолі першим секретарем ЦК КП(б)У Микитою Хрущовим і головою Ради міністрів УРСР Лазарем Кагановичем продовжували репресивну хлібозаготівельну політику. Керівництво України регулярно інформувало Сталіна про хід хлібоздачі. Каганович, обізнаний зі станом справ у сільському господарстві, цинічно наголошував, що у всіх проблемах України винен «український буржуазний націоналізм».
У той же час, для підтримки комуністичних режимів в окупованій Радянським Союзом частині Європи, із країни було вивезено сотні тисяч тон збіжжя: лише до Польщі було вивезено 200 тис. т. (угода від 8 лютого 1946 року ), потім 100+110 тис. т. (угода від 12 жовтня 1946 та від 5 березня 1947), потім 300 тис. т. (угода від 29 серпня 1947), потім 200 тис. т. (угода від 26 січня 1948) . Зерно вивозилось сотнями тисяч тон також до Чехословаччини , Угорщини , Румунії, Албанії, Болгарії , Радянської Окупаційної Зони Німеччини .
Причиною невиконання хлібозаготівельних планів оголошували саме тих партдержфункціонерів та селян, які пережили окупацію, «зазнали впливу чужої ідеології і потребували перевиховання». Влада забороняла головам колгоспів видавати людям хліб на зароблені трудодні, а також продавати його на ринку до виконання планів держпоставки, застерігала від «небезпеки антидержавної тенденції», пов'язаної з «розбазарюванням хліба», «незаконним» його відпуском. Основною категорією «злочинів», за які притягувались до суду голови колгоспів, були «зрив збиральних робіт», «саботаж хлібозаготівель», «розбазарювання сільгосппродукції», «шкідництво» тощо. Найбільшим репресіям піддавалися саме хлібороби.
Голод дедалі ставав масовим. Однак замість допомоги з боку держави населення України, переважно сільське, зазнало жорстокого репресивного удару. Під приводом «економії у витраті хліба» з 1 жовтня 1946 року союзними та республіканськими партійно-державними постановами було знято понад 3,5 млн людей з централізованого постачання за хлібними картками, з них близько 2,9 млн сільських жителів. У містах пайкового хліба було позбавлено багато утриманців і дітей, найбільше — у Сталінській, Дніпропетровській, Харківській, Ворошиловградській, Одеській областях. Найлютішим голод був узимку та весною 1947 року, перетворившись на голодомор.
Таким чином, в усіх трьох випадках голодоморів XX століття в Україні, «сприятливі» погодні умови і стан економіки були лише об'єктивними факторами, які сприяли більшовицькій владі в реалізації стратегії терору голодом, штучно організованим державою для досягнення конкретних політичних цілей. Відповідно до статті 6 Римського статуту Міжнародного кримінального суду та статті II Конвенції ООН «Про запобігання злочину геноциду та покарання за нього» навмисне створення для будь-якої національної, етнічної, расової або релігійної групи таких життєвих умов, що розраховані на повне чи часткове фізичне її знищення є змовою з метою вчинення геноциду.

## Терор голодом в інших країнах

### Комуністичні режими ХХ століття

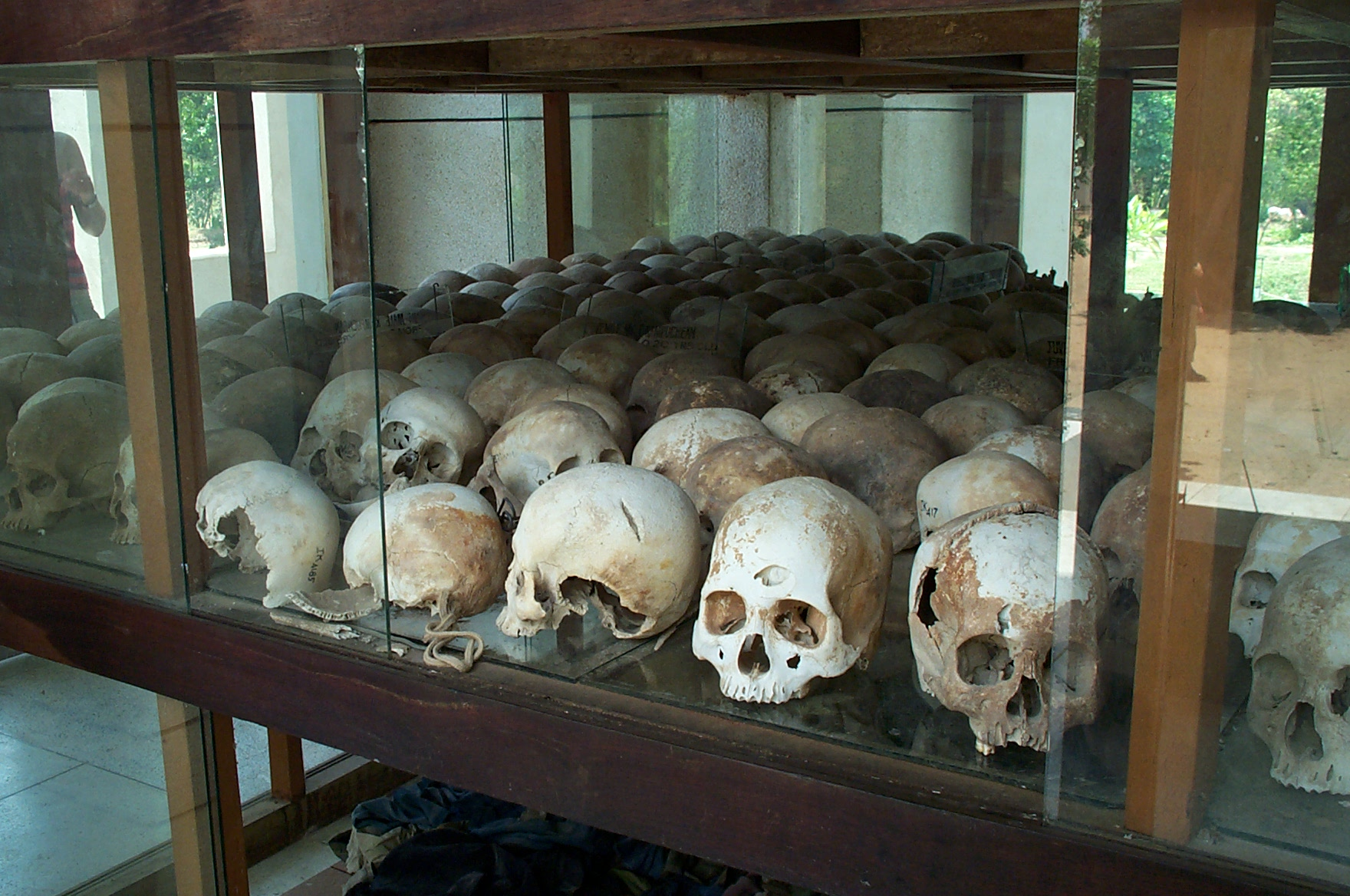
Людські черепи в, Камбоджа

Стратегію терору голодом, апробовану керівництвом Комуністичної партії СРСР, в подальшому застосовували до власного населення й інші комуністичні режими. Зокрема, науковцями кваліфікуються як терор голодом штучний голод (англ. man-made famine) організований режимом Пол Пота і червоними кхмерами в Камбоджі у 1975—1979 роках, геноцид хмонгів режимом Патет Лао в Лаосі після 1975 року, винищення голодом тибетців центральною владою КНР в ході «культурної революції», навмисне і систематичне недопущення міжнародної продовольчої допомоги в регіони, що найбільш постраждали від нестачі продовольства органами влади КНДР в 1990-х.
Акти геноциду влади держави, зокрема і терору голодом, по відношенню до власного населення отримали в міжнародному кримінальному праві визначення «автогеноцид» (англ. autogenocide).

### Громадянська війна в Сирії
Починаючи з 2013 року режим Башара Ассада вдався до систематичного використання тактики облоги та терору голодом для придушення збройного опору в окремих населених пунктах. В той час, як ця тактика знесилює сили опозиції, вона також має підірвати підтримку опозиції серед решти населення. Використовуючи терор голодом режим здатен примусити оточені загони опозиції до укладання перемир'я. При цьому, режим називає такі перемир'я «місцевим» або «національним примирення». За свідченнями представників опозиції, режим неодноразово порушував перемир'я.
Після досягнення такої угоди опозиція або має скласти зброю, або ж переїхати до провінції Ідліб.
В 2015 році до перемовин про перемир'я долучились представники ООН. Зокрема, представники ООН брали участь в переговорах та спостерігали за виконанням перемир'я в Аль-Забадані, Аль-Ваїр (контрольований опозицією район у неформальній столиці повстання — місті Хомс), та Кудсая.
Крім того, представники очолюваною Стефаном де Містурою місії ООН в Сирії назвали ці угоди про перемир'я взірцем для встановлення миру в країні згідно резолюції РБ ООН 2254. Так, наприклад, режиму вдалось встановити контроль над Аль-Ваїр, останнім непідконтрольним районом Хомсу, коли внаслідок облоги і безперервних бомбардувань ситуація там досягла межі. Евакуація опозиції та встановлення режимом контролю над Аль-Ваїром було підтримано речником генсека ООН Фархан Хаком, Стефаном де Містурою, заступником генсека ООН з гуманітарних питань Стефеном Обраєном, координатором з гуманітарних питань ООН Аль-Хілло. Також журналісти Бі-Бі-Сі схвально висвітлили відновлення режимом Ассада повного контролю над містом.
Всього станом на початок 2016 року через встановлену режимом Ассада облогу страждали 49 населених пункти, ще 2 були під облогою озброєної опозиції та 1 — бойовиків ІДІЛ. Терор голодом зазнали близько 1 мільйону сирійців.
Серед найвідоміших випадків застосування терору голодом стала облога міста Мадая в 2015—2016 роках. Згідно повідомлень опозиції, облога міста була посилена вже після погодження перемир'я. Збройні підрозділи сирійської армії разом із загонами Хізбалла навіть замінували шляхи до міста аби запобігти потраплянню туди харчів. Зі слів представників опозиції, в місті опинились оточеними близько 40 тисяч чоловік, їм довелось їсти листя, кору дерев, навіть котів. Повідомлялось про голодні смерті.
Лише після широких протестів у соціальних медія режим та Хізбалла послабили облогу і дозволили гуманітарному конвою увійти до міста за умови, якщо буде відкрито доступ до шиїтських сіл Аль-Фуах і Кефрая. Після відвідання Мадая представники Червоного хреста і ООН підтвердили повідомлення опозиції про жахливий стан в місті та загибель людей від голоду, навіть після надходження гуманітарного конвою.

## Російське вторгнення в Україну
Встановлена російськими загарбниками блокада Маріуполя призвела спершу до браку харчів у місті, а згодом — до випадків спричинених голодом втрати свідомості серед цивільного населення.